# The Crew (видео-игра)
The Crew (срп. Одред) је онлајн тркачка видео игра коју су развили Ајвори Товер и Ubisoft Reflections, а објавили Убисофт за Microsoft Windows, PlayStation 4 и Xbox One, са Xbox 360 портом који је развио Asobo Studio.
Садржи упорно окружење отвореног света за слободно гостовање кроз смањену рекреацију Сједињених Држава и укључује елементе игре улога и великих мултиплејер елемената.
Одред је након издавања добио помешана мишљења. Критичари су похвалили светски дизајн игре, али критиковали су аспект увек на мрежи, што је створило техничке пропусте и друга питања, тешко разумљив кориснички интерфејс и присуство микротрансакција. Игра је испоручила два милиона примјерака до 1. јануара 2015. Прво ширење под називом Одред: Дивљи бег, које је објављено 17. новембра 2015. Друго проширење под називом Одред: Позив Свих Јединица најављено је на Gamescom 2016 и објављен 29. новембра 2016. Наставак, Одред 2, објављен је широм света 29. јуна 2018. године.